# Silver Whisper
Die Silver Whisper ist ein Kreuzfahrtschiff der Shadow-Klasse der Reederei Silversea Cruises (die Schiffsklasse wurde von der Reederei ursprünglich als Millennium-Klasse bezeichnet). 
Das Schiff wurde am 4. März 1999 bei der Werft Cantiere Navale Visentini in Donada auf Kiel gelegt 2001 und von der Werft T. Mariotti in Genua fertiggestellt. Seitdem fährt sie unter der Flagge der Bahamas mit Heimathafen Nassau.
Die Silver Whisper hat mit der ein Jahr zuvor abgelieferten Silver Shadow ein Schwesterschiff.

## Ausstattung
Den Passagieren stehen sieben der zehn Decks zur Verfügung. Die 184 Kabinen (davon zwei behindertengerecht), werden von der Reederei alle als „Suiten“ bezeichnet. Es gibt zwei Restaurants, ein Theater und einen Swimmingpool.

## Sonstiges
Die Bordsprache ist Englisch.